# Rathaus (Gauaschach)

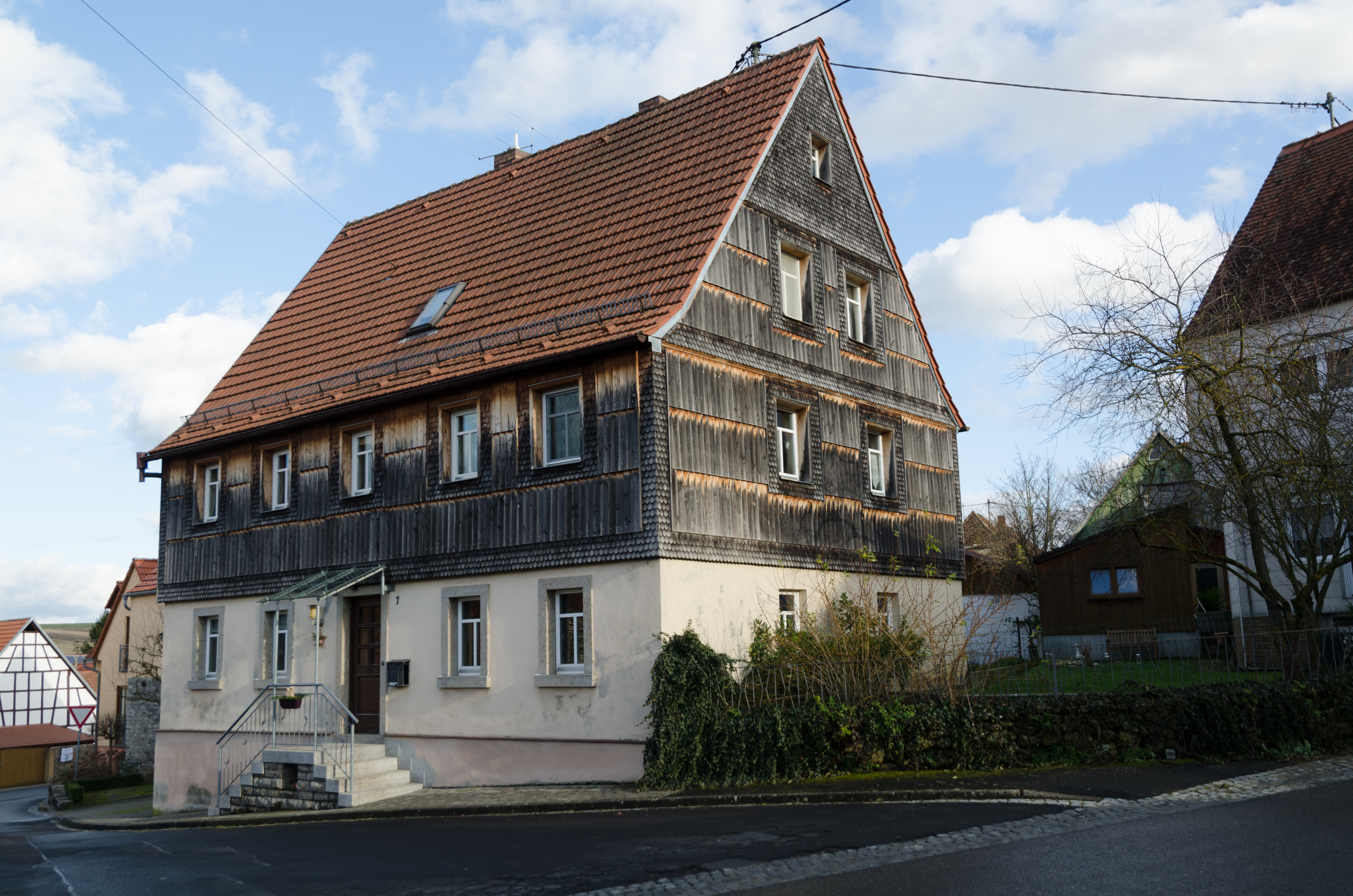
Ehemaliges Rathaus in Gauaschach

Das Rathaus in Gauaschach, einem Stadtteil von Hammelburg im unterfränkischen Landkreis Bad Kissingen in Bayern, wurde um 1800 errichtet. Das ehemalige Rathaus an der Ludwigstraße 7 ist ein geschütztes Baudenkmal. 
Das zweigeschossige Fachwerkhaus mit massivem Sockelgeschoss, sowie Erdgeschoss und Satteldach, hat eine zweiläufige Freitreppe, die zum steingerahmten Eingang führt.